# Fumogeno

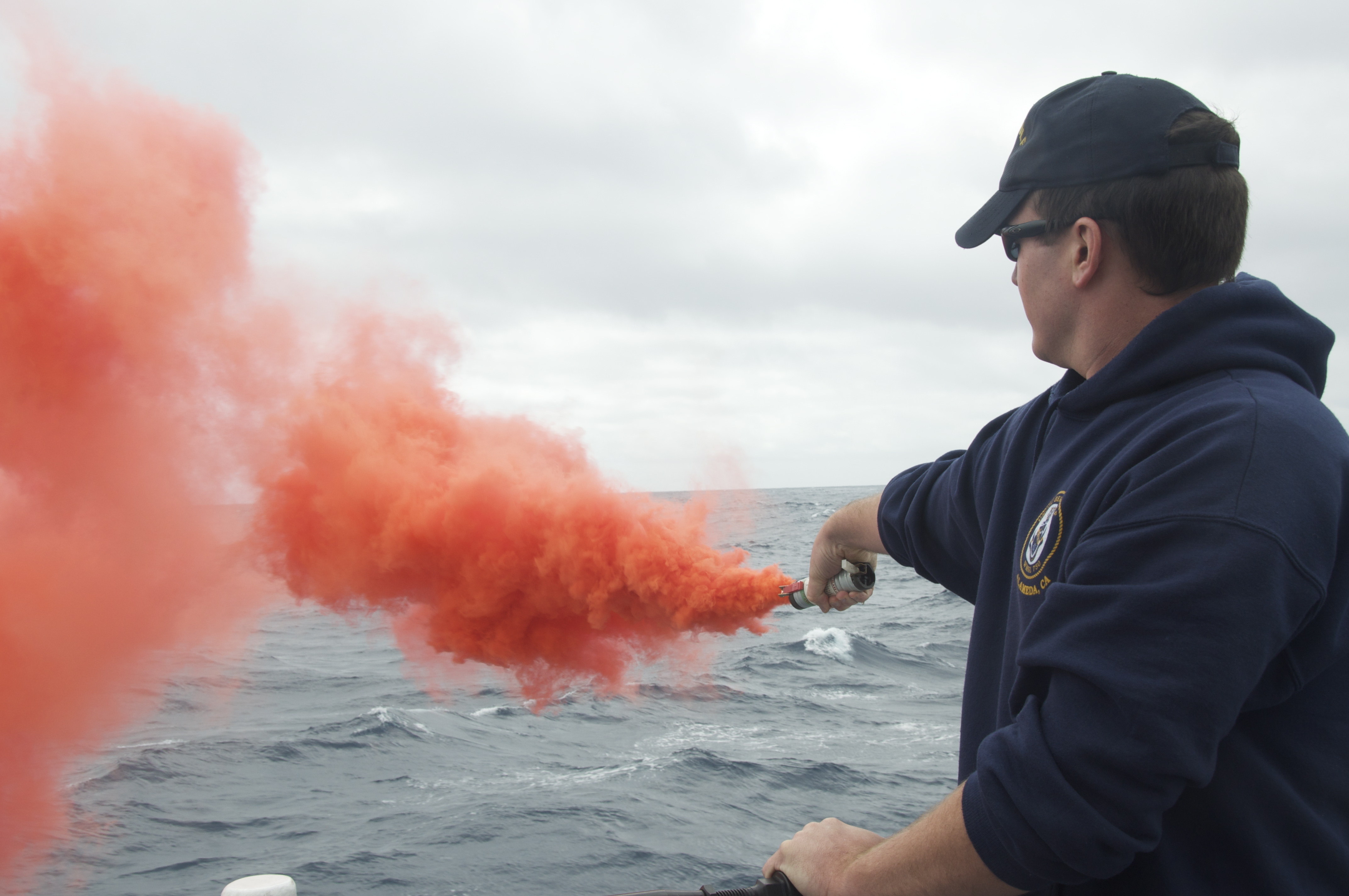
Un uomo tiene in mano una candela fumogena accesa

Un fumogeno è un dispositivo utilizzato per generare fumo quando viene attivato. I fumogeni possono essere suddivisi in tre categorie.

## Tipologie
- palla fumogena è una sferetta cava riempita di polvere colorata, che produce un getto di fumo colorato di 10 o 15 secondi.
- candela fumogena è un tubo cilindrico, solitamente di 37 millimetri di diametro, di lunghezza indefinita e con una miccia all'estremità; questo strumento è in grado di creare una densa colonna di fumo che può durare anche vari minuti.
- granata fumogena è un contenitore metallico che emette fumo quando viene tirata la linguetta; viene perlopiù utilizzata per scopi militari, cioè per creare cortine fumogene o per segnalazioni.

Esistono anche fumogeni progettati per essere lanciati dagli aerei.
I fumogeni utilizzano una nebbia fitta di fumo, un combustibile (generalmente zucchero, C12H22O11), un ossidante (solitamente clorati o nitrati), un moderatore (come il bicarbonato di sodio, NaHCO3) per impedire un getto troppo caldo e una tinta organica polverizzata . Quando la mistura brucia, in assenza di ossigeno, fa evaporare il colorante e lo fa uscire dal dispositivo, che si condensa generando fumo colorato.
Si riportano alcune formule per fumate colorate:
- fumata rossa: KClO4 15%, lattosio 20%, rosso di p-nitroanilina 65%;
- fumata arancione : KClO4 25%, lattosio o farina fossile 30%, aranciato di crisoidina 45%;
- fumata gialla : KClO4 35%, lattosio 25%, giallo aurammina 34%, farina fossile 6%;
- fumata verde: KClO4 33%, lattosio 26%, giallo aurammina 15%, indaco 26%;
- fumata azzurra: KClO4 35%, lattosio 25%, indaco 40%.